# Marc Murtra
Marc Thomas Murtra Millar (Blackburn, Anglaterra, 1972), més conegut com Marc Murtra, és un enginyer i empresari català, actual President executiu de Telefónica des de gener de 2025. Anteriorment, fou president d'Indra entre 2021 i 2025. També és patró de la Fundació Bancària “la Caixa i conseller independent a Ebro Foods, S.A.

## Biografia
Fill d'un cirurgià cardíac, va néixer al Regne Unit, va estudiar enginyeria industrial i es va especialitzar en Mecànica de Màquines a l'Escola Tècnica Superior d'Enginyers Industrials de Barcelona (ETSEIB), de la Universitat Politècnica de Catalunya. En finalitzar, va completar els seus estudis amb un MBA a Nova York, a la New York University-Leonard N. Stern School of Business, on va aprendre de la mà d'economistes com Paul Krugman o Paul Samuelson, entre d'altres.
Va començar a treballar com a enginyer a la indústria nuclear a British Nuclear Fuels Ltd al Regne Unit, i va continuar com a consultor d'estratègia a DiamondCluster, on va treballar per a grans empreses tecnològiques. L'empresa és proveïdora d'empreses com Retevisión (actual Cellnex).
El 2003 va fer un canvi de sector, quan fou nomenat director de Ràdio Estel i més endavant gerent de Barcelona Televisió.
Entre 2006 i 2011 va ocupar diversos càrrecs al sector públic: gerent de serveis socials de l'Ajuntament de Barcelona, director general de Red.es (2006) i cap de gabinet de Joan Clos al Ministeri d'Indústria (2006-2008).
El 2011 va tornar al sector privat i va crear l'empresa d'inversions Crea Inversión, i posteriorment el 2020 va entrar a treballar com a soci gerent de l'empresa d'inversions Closa Investment Bankers. Des de 2017 treballa com a professor adjunt d'economia i empresa a la Universitat Pompeu Fabra.
Al llarg de la seva trajectòria és o ha sigut patró de diversos organismes, incloent la Fundació la Caixa, Paradors de Turisme d'Espanya i de l'Institut Nacional de Tecnologies de la Informació (Inteco). Durant dos anys va col·laborar amb el Diari Ara escrivint columnes d'opinió. Des de 2018 ho fa amb La Vanguardia, on escriu una columna mensual.
El 2021 fou nomenat President d'Indra a proposta del Govern d'Espanya, en substitució de Fernando Abril-Martorell. Des de 2022 també és conseller independent d'Ebro Foods, S.A. El gener de 2025 fou nomenat president executiu de Telefónica, en substitució de José María Álvarez-Pallete, per adaptar la companyia a la seva estructura accionarial.
És pare de tres fills.